# IC 4681
IC 4681 је појединачна звијезда у сазвјежђу Стријелац која се налази на листи објеката дубоког неба у Индекс каталогу.
Деклинација објекта је - 23° 25' 55" а ректасцензија 18h 8m 19,9s.